# Tienmutrechus
Tienmutrechus is een geslacht van kevers uit de familie van de loopkevers (Carabidae). De wetenschappelijke naam van het geslacht is voor het eerst geldig gepubliceerd in 1957 door Suenson.

## Soorten
Het geslacht Tienmutrechus is monotypisch en omvat slechts de volgende soort:
- Tienmutrechus dispersipunctis Suenson, 1957